# Rosalind Bingham

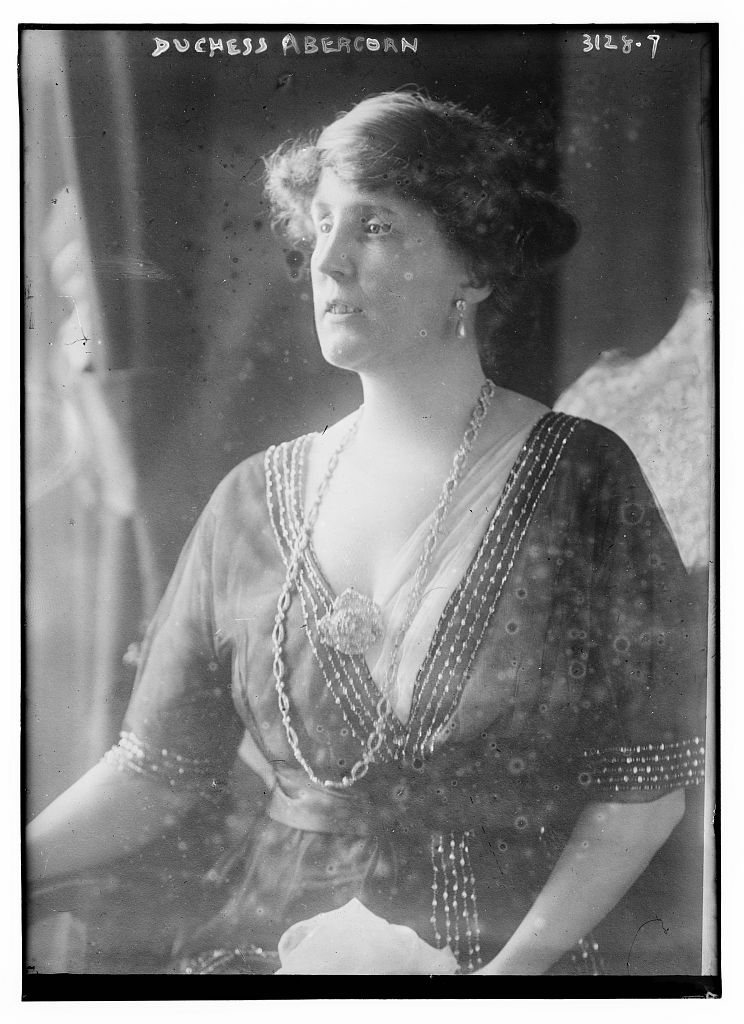
Rosalind Cecilia Caroline Bingham, aristócrata inglesa, quien al casarse toma el título de duquesa Rosalind Hamilton

Rosalind Cecilia Caroline Bingham (26 de febrero de 1869 - 18 de enero de 1958) fue una aristócrata inglesa. Hija de Carlos Bingham, 4.º Conde de Lucan (1830-1914) y de Lady Cecilia Gordon-Lennox (hija del 5.º Duque de Richmond).
Se casó con Jacobo Hamilton, 3.er Duque de Abercorn, hijo mayor de Jacobo Hamilton, 2.º Duque de Abercorn, el 1 de noviembre de 1894 en la Iglesia de St Paul's.
Tuvieron cinco hijos.
- Lady Mary Cecilia Rhodesia Hamilton (1896-1984)
- Lady Cynthia Elinor Beatrix Hamilton (1897-1972),se casó en 1919 con Alberto Spencer, 7.º Conde Spencer (1892-1975). Tuvieron un hijo y dos hijas. Su hijo fue abuelo de Diana Spencer.
- Lady Katherine Hamilton (1900-1985)
- Jacobo Eduardo Hamilton, 4.º Duque de Abercorn (1904-1979)
- Lord Claud David Hamilton (1907-1968)

Fue investida como Dama Comandante de la Orden del Imperio Británico en 1936. Le fue otorgado un Doctorado honorario en Leyes por la Queen's University de Belfast.

## Títulos
- La Honorable Rosalind Cecilia Caroline Bingham (1869-1888)
- Lady Rosalind Cecilia Caroline Bingham (1888-1894)
- Marquesa de Hamilton (1894-1913)
- La Duquesa de Abercorn (1913-1953)
- La Duquesa Viuda de Abercorn (1953-1958)